# Damonte Dodd
Damonte Dodd (Centreville, Maryland, 10 de mayo de 1994) es un baloncestista estadounidense que pertenece a la plantilla del San Antonio Gold de la Liga BásquetPro de Ecuador. Con 2,08 metros de estatura, juega en la posición de pívot.

## Trayectoria deportiva

### Universidad
Jugó cuatro temporadas con los Terrapins de la Universidad de Maryland, en las que promedió 3,5 puntos, 3,2 rebotes y 1,2 tapones por partido. Con 138 tapones colocados, es el octavo mejor en ese apartado en la historia de su universidad.

### Profesional
Tras no ser elegido en el Draft de la NBA de 2017, firmó contrato con los Northern Arizona Suns de la G League, donde únicamente disputó un partido en el que no llegó a anotar. En diciembre de 2017 fue reclamado de entre los despedidos por los Maine Red Claws, pero apenas estuvo diez días en el equipo, disputando un par de partidos.
Firmó entonces con los Águilas Doradas de Durango del CIBACOPA mexicano, donde jugó 24 partidos, promediando 9,6 puntos y 7,2 rebotes por partido. Fue desactivado en amyo de 2018.
En agosto de 2018 fichó por el GTK Gliwice de la PLK, la primera división polaca.

## Acusación por violación
En noviembre de 2017, tras una fiesta de Halloween, Dodd fue acusado de asalto con violación en segundo grado tras la denuncia de una joven, que alegó que estaba en estado de embriaguez y no consintió el acto sexual. A pesar de ello, estando pendiente de juicio, el magistrado le permitió fichar por un equipo polaco en la temporada 2018-19.